# SieMatic
SieMatic è un'azienda tedesca produttrice di cucine. Fondata nel 1929, ha sede presso Löhne, nel Nord Reno-Westfalia. Commercializza i suoi prodotti in oltre 60 paesi nel mondo. SieMatic è considerato uno dei più noti brand di lusso tedeschi. Ulrich W. Siekmann è l'Amministratore delegato di SieMatic dal 1998, la terza generazione della sua famiglia a gestire l'azienda.
Nel 2007, la società ha realizzato un fatturato pari a 130,1 milioni di euro, con circa 500 dipendenti nel 2012.

## Storia
Negli anni '20, August Siekmann impiantò una fabbrica per la produzione di mobili da cucina sul sito della Köln-Mindener Eisenbahn-Gesellschaft. Durante la seconda guerra mondiale, vaste parti del sito andarono distrutte, ma la società riprese la produzione di cucine nel 1946. Nel 1960, SieMatic presentò la prima cucina con maniglia concava integrata nel mobile. Da quel momento in poi, l'intera azienda ha adottato la denominazione SieMatic, sia come marchio che come nome ufficiale della società. All'inizio degli anni '70 la capacità di produzione dell'impianto originale di Löhne è stata notevolmente ampliata. Per la prima volta, l'azienda raggiunge un fatturato di oltre 100 milioni di marchi tedeschi, costituendo varie filiali in altri paesi europei. Nel 1979 SieMatic si affaccia sul mercato statunitense, impiantandovi una filiale. Nel 1990, SieMatic entra a far parte dei primi produttori di cucine a utilizzare fibra a media densità (MDF) per i propri prodotti. Nel 2004, SieMatic apre uno showroom presso la sua sede, il "August Wilhelm Siekmann Forum", tuttora esistente. L'azienda istituisce inoltre un nuovo centro logistico vicino alla sede di Löhne.

## Prodotti

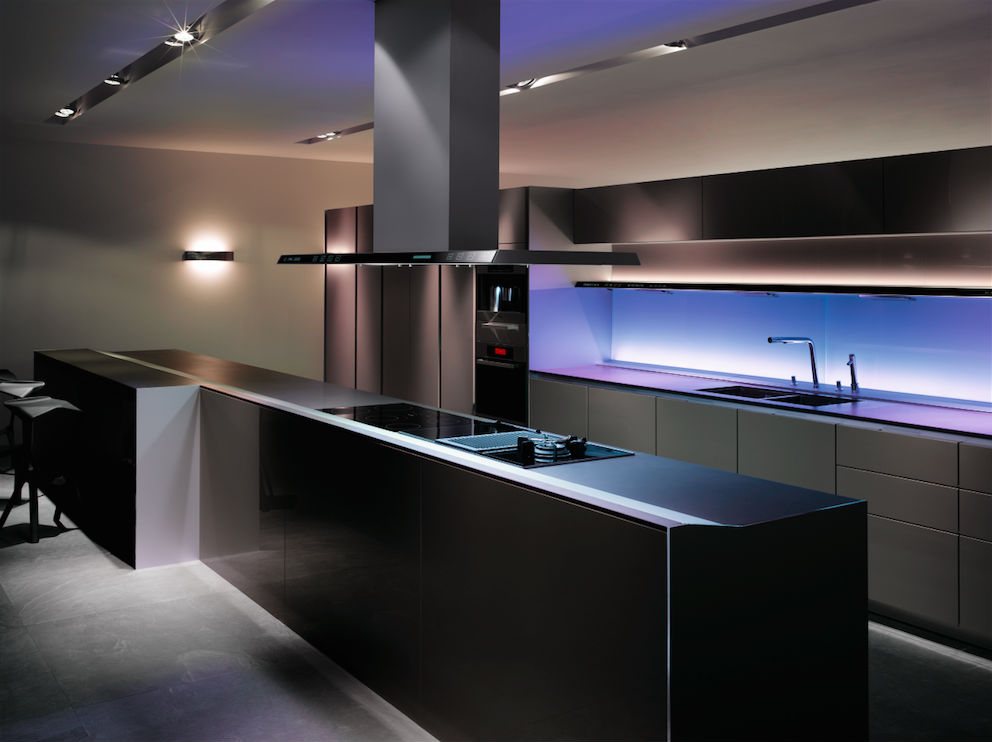
SieMatic S1 nero (2007)

SieMatic produce mobili da cucina, piani di lavoro, controsoffitti, sistemi intelligenti di razionalizzazione degli spazi e accessori. Uno dei prodotti più noti della società è la S1, una cucina con maniglie a scomparsa introdotta nel 2008, che integra nei mobili i sistemi di illuminazione e multimediali e che ha vinto numerosi premi tra cui il Red Dot Design Award. Da allora, SieMatic ha presentato anche le sue S2 e S3, prodotti simili ma a prezzi differenziati. Più recentemente, SieMatic ha iniziato a suddividere le sue cucine in base allo stile piuttosto che al prodotto. Dal 2016, le collezioni di cucine sono suddivise negli stili Classic, Pure e Urban.
Per molti anni gli scarti di lavorazione del legno accumulati presso la fabbrica SieMatic di Löhne sono stati utilizzati come fonte energetica e per riscaldare le sedi della società. Dal 2016, il sito dell'impianto SieMatic dispone di una superficie totale pari a oltre 70.000 m².

## Sedi

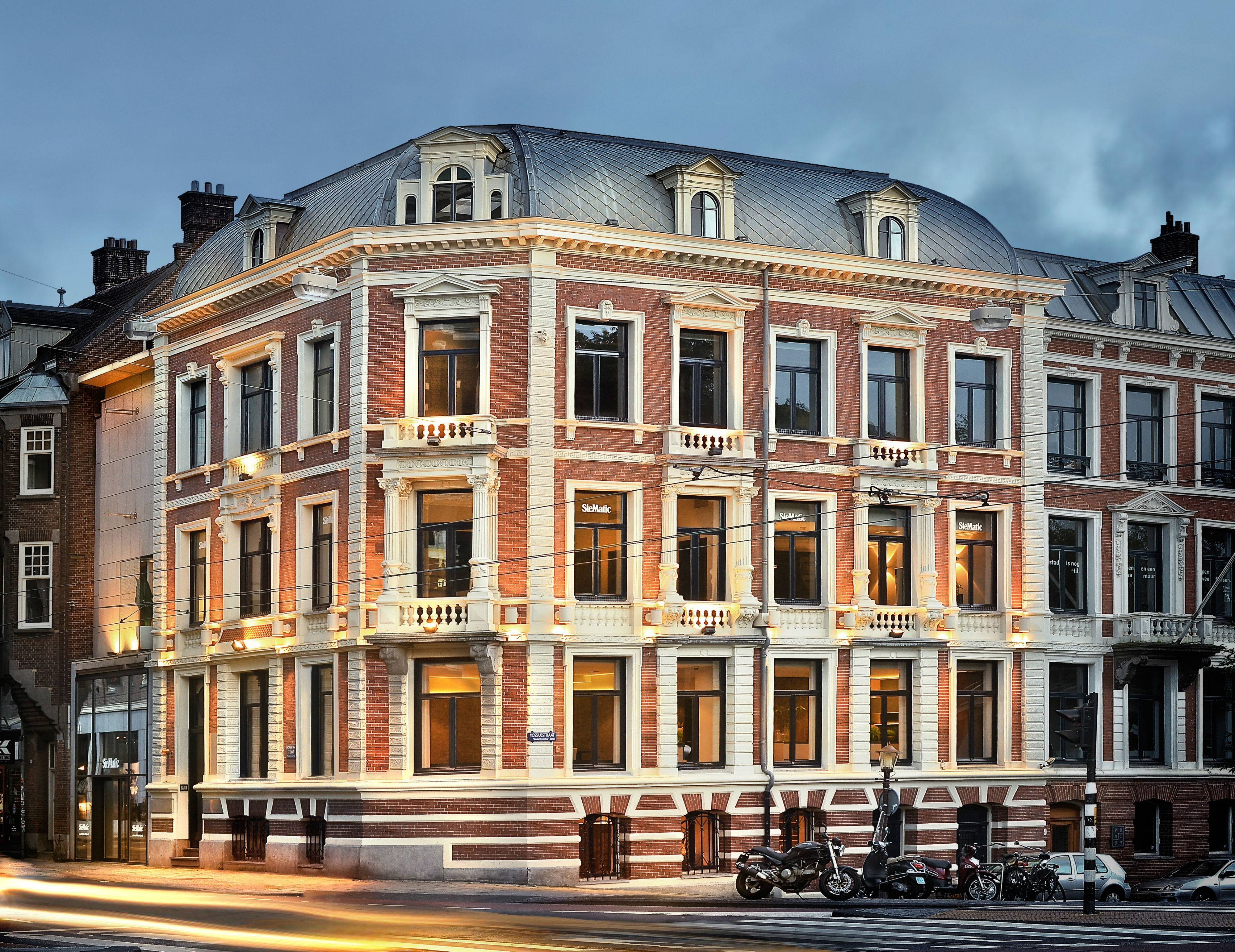
Vondelpark filiale (2014)

I rivenditori SieMatic sono ubicati nelle città di tutto il mondo, tra cui Chicago, Dubai, Dublino, Oslo e Seul. I flagship store di proprietà e gestiti dalla società si trovano ad Amsterdam, Pechino e New York. Lo showroom al centro di Manhattan ha vinto il premio Kitchen and Bath Business come "Showroom of the Year 2014". SieMatic ha sviluppato inoltre la propria presenza sul mercato del contract e le sue cucine sono in dotazione presso strutture e complessi di lusso come i Ritz-Carlton Residences a Chicago.
Tra i clienti di SieMatic, si annovera il Papa emerito Benedetto XVI, che dispone di una cucina SieMatic presso il Palazzo Apostolico, e la squadra di calcio Arminia Bielefeld che ha le cucine SieMatic nei box di lusso del proprio stadio.